# Gyroweisia
Gyroweisia là một chi rêu trong họ Pottiaceae.